# La Prevoyance (Suriname)
La Prevoyance is een plaats en voormalige plantage in Suriname. Het ligt op de rechteroever van de Beneden-Saramaccarivier in het district Saramacca, en aan de 30 kilometer lange Gangaram Pandayweg, voorheen Larecoweg, die begint in de buurt van Groningen en eindigt bij Hildesheim. De weg kent sinds 2014 straatverlichting.
La Prevoyance is een landbouwgebied. Ook bevindt zich hier bron 24 van Staatsolie.

## Kliniek
In 2015 werd hier de kliniek gerenoveerd. Het gaat om een hulppoli van de Regionale Gezondheidsdienst (RGD). In 2019 werd de kliniek gerenoveerd. Het was gevestigd in een beo-huis (huis van de bestuursopzichter) met een schoolgebouw met twee leslokalen uit de jaren 1970 waar de artsen logeerden. Deze werd een maand voor de verkiezingen van mei 2020 omgebouwd naar een dokterswoning waar permanent twee Cubaanse artsen werden gestationeerd. Tot die tijd kwamen er twee keer per maand artsen naar de kliniek en waren patiënten vaak genoodzaakt om naar Groningen of Paramaribo te reizen. Een half jaar na de verkiezingen werd het aangekondigd dat het besluit teruggedraaid zou worden en de artsen zouden worden overgeplaatst naar een ander district. Na een volledige renovatie werd de kliniek op 9 2025 opnieuw in gebruik genomen.

## Plantage
Onder de naam La Prévoyance en La Provoyance was het een plantage die eind 18e eeuw werd gesticht door Jurriaan François de Friderici. Hij stichtte ook Catharina Sophia en deze vormde de voorloper van anderen die in deze omgeving plantages stichtten. De Friderici was gouverneur van Suriname vanaf 1790. Gezien zijn plantages als eerste werden gesticht is het oprichtingsjaar te dateren in of vanaf 1790. Het was een plantage van 1500 akkers groot waarop koffie werd verbouwd.